# Walter Alifraco
Walter Daniel Alifraco (Lanús, Provincia de Buenos Aires; 17 de diciembre de 1961) es un expiloto argentino de automovilismo de velocidad y actual preparador de automóviles de competición. Desarrolló su carrera deportiva entre las décadas de 1980 y 1990, compitiendo en las categorías  Turismo Carretera y Club Argentino de Pilotos.
Tras su retiro como piloto de carreras, comenzó su trabajo como preparador de automóviles, volcando su experiencia adquirida en sus años de piloto, en la construcción y preparación de chasis de automóviles. Producto de este trabajo, surgió su propia empresa de desarrollo y atención de coches de competición, Alifraco Sport, a través de la cual supo brindar servicios de provisión de elementos de competición, como así también dirigir su propio equipo de automovilismo. Su hijo Emmanuel supo también ser piloto, siguiendo también los pasos de Walter dentro de la estructura. Bajo su estructura, el piloto Javier Bernardini fue campeón de TC Pista en 2001, mientras que el loberense Mariano Altuna fue subcampeón de Turismo Carretera en el año 2009.

## Trayectoria
| Año  | Categoría                                     | Automóvil           |
| ---- | --------------------------------------------- | ------------------- |
| 1983 | Fórmula 5 Argentina                           | Ladi-Zanella 200    |
| 1984 | Fórmula 5 Argentina. Subcampeón               | Ladi-Zanella 200    |
| 1986 | Club Argentino de Pilotos                     | Datsun 280 ZX       |
| 1987 | Club Argentino de Pilotos                     | Datsun 280 ZX       |
| 1988 | Club Argentino de Pilotos                     | Datsun 280 ZX       |
| 1989 | Club Argentino de Pilotos                     | Datsun 280 ZX       |
| 1990 | Club Argentino de Pilotos                     | Datsun 280 ZX       |
| 1991 | Debut en Turismo Carretera, 5 carreras        | Dodge GTX           |
| 1992 | Turismo Carretera                             | Dodge GTX           |
| 1993 | Turismo Carretera                             | Dodge GTX           |
| 1994 | Turismo Carretera                             | Dodge GTX           |
| 1995 | Turismo Carretera                             | Dodge GTX           |
| 1995 | Turismo Carretera                             | Ford Falcon         |
| 1996 | Turismo Carretera                             | Ford Falcon         |
| 1997 | Turismo Carretera                             | Ford Falcon         |
| 1998 | Turismo Carretera                             | Ford Falcon         |
| 1999 | Turismo Carretera, 3 carreras                 | Ford Falcon         |
| 2009 | Invitado a la Carrera de la historia del TRV6 | Mercedes-Benz C-203 |

## Palmarés

### Como piloto
| Título     | Categoría           | Automóvil   | Año  |
| ---------- | ------------------- | ----------- | ---- |
| Subcampeón | Fórmula 5 Argentina | Zanella 200 | 1984 |

### Como preparador
| Título     | Categorías        | Pilotos           | Automóvil       | Año  |
| ---------- | ----------------- | ----------------- | --------------- | ---- |
| Campeón    | TC Pista          | Javier Bernardini | Ford Falcon     | 2001 |
| Subcampeón | Turismo Carretera | Mariano Altuna    | Chevrolet Chevy | 2009 |
| Campeón    | Turismo Carretera | Diego Aventín     | Ford Falcon     | 2013 |
| Subcampeón | TC Pista Mouras   | Emmanuel Alifraco | Ford Falcon     | 2010 |